# Caprimulgus nubicus
El chotacabras nubio, chotacabra nubia o chotacabras núbico (Caprimulgus nubicus) es una especie de ave caprimulgiforme de la familia Caprimulgidae propia del noreste de África y oeste de Arabia.

## Descripción
El chotacabras nubio mide 20-22 cm de largo. Se parece al chotacabras cuellirojo, pero es más pequeño, tiene la cola más corta y las alas menos aguzadas. Otra característica es la lista pardo rojiza alrededor del cuello. Las motas blancas de las alas no están tan lejos de la punta de las alas como en otras especies de chotacabras.